# 1968年法國立法選舉
1968年法國立法選舉在1968年6月23日和30日舉行，選舉法蘭西第五共和國的第四屆國民議會成員。共和民主聯盟的議席數大幅增加至354個議席，取得單獨過半，成為法蘭西第五共和國歷史上第一個獲得絕對多數的政黨。喬治·蓬皮杜在選舉後繼續擔任法國總理。